# Joseph Siravo
Joseph Siravo (ur. 12 lutego 1957 w Nowym Jorku, zm. 11 kwietnia 2021) – amerykański aktor, występował w roli „Johnny’ego Boya” Soprano, ojca Tony’ego Soprano w serialu Rodzina Soprano. Użyczył także głosu Carmine w filmie Dżungla. Ponadto zagrał rolę mściwego Vincenta 'Vinniego' Taglialucciego w filmie Życie Carlita (1993).
Ukończył Stanford University i NYU.